# The New Book of Knowledge

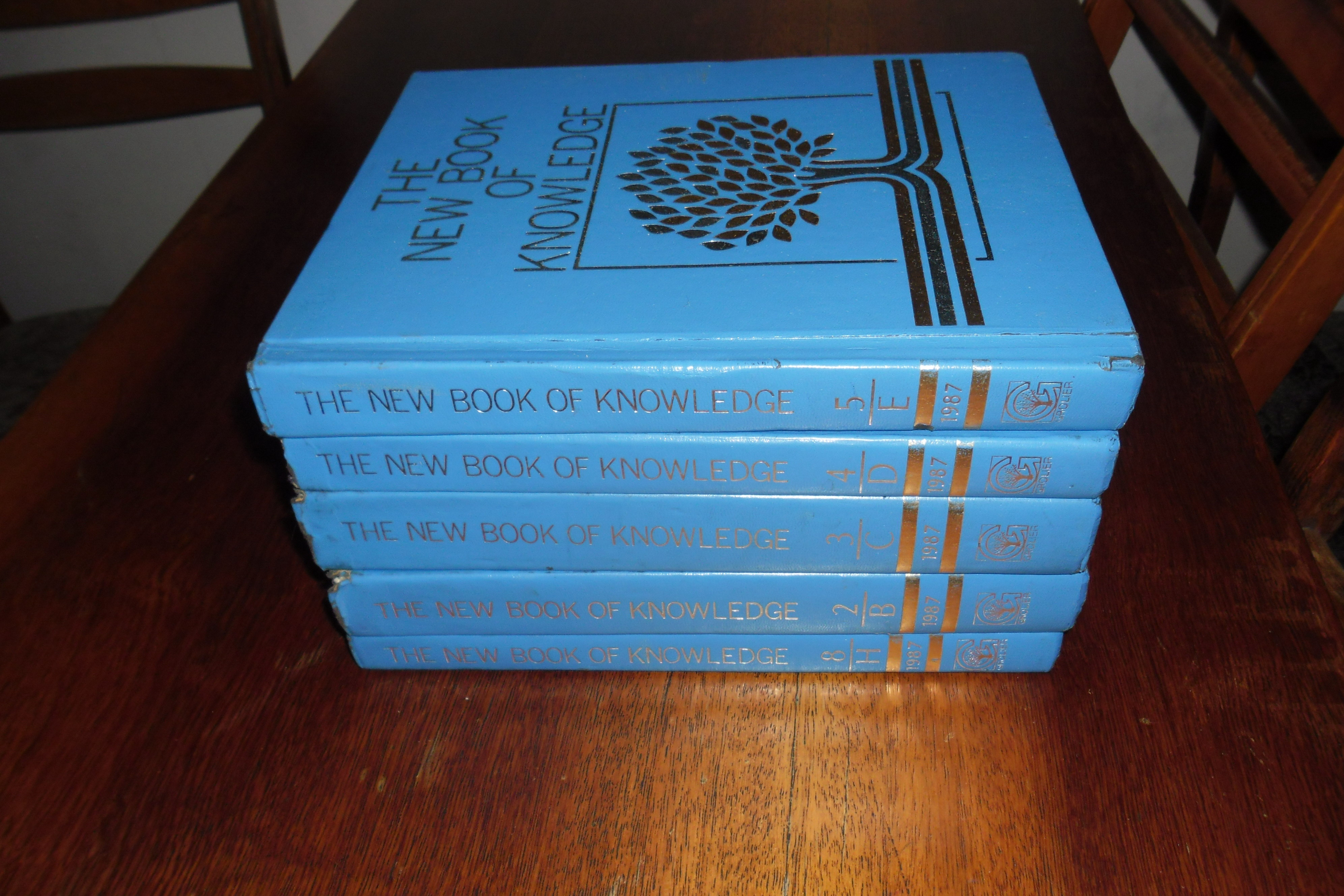
The New Book of Knowledge.

The New Book of Knowledge (Нова книга знань) — енциклопедія для дітей, призначена в першу чергу для дітей від 3-го по 8-й класи.
Вона базується на попередньому проекті дитячої енциклопедії «Book of Knowledge (Книга знань)».
Нова книга знань була спочатку опублікована Grolier в 1966 році і потім витримала декілька перевидань. Видання 2007 року опубліковано в 21 томах і містить понад 9000 статей .